# Alexander Succar
Pour les articles homonymes, voir Succar.
Alexander Nasim Succar Cañote, abrégé en Alexander Succar, né le 12 août 1995 à Lima, est un footballeur péruvien d'origine libanaise. Il évolue au poste d'attaquant au Club Carlos A. Mannucci en prêt de l'Universitario de Deportes.

## Carrière

### En club
Joueur du Sporting Cristal, Alexander Succar est d'abord prêté au Cienciano del Cusco en 2015, puis à l'Universidad San Martín au mois d'août 2016. Il tente par la suite deux expériences à l'étranger, toujours sous forme de prêt, au FC Sion (Suisse), en 2018 et au CD Huachipato (Chili) en 2019.
Revenu au Pérou, il s'engage avec l'Universitario de Deportes en 2020.

### En équipe nationale
Convoqué pour la première fois en équipe du Pérou par le sélectionneur Ricardo Gareca lors d'une double confrontation amicale contre le Paraguay et la Jamaïque, les 8 et 13 juin 2017 respectivement, Succar remplace Paolo Guerrero à la 78e min lors du premier match (victoire 1-0). Il a également l'occasion d'entrer en cours de jeu contre les Reggae Boyz en substituant Andy Polo à la 70e min (victoire 3-1).
Le 16 novembre 2022, il reçoit sa troisième sélection, contre le Paraguay, match amical au cours duquel il est expulsé à la 84e min.

## Statistiques
| Saison                | Club                  | Championnat            | Championnat | Championnat | Coupe(s) nationale(s) | Coupe(s) nationale(s) | Compétition(s) continentale(s) | Compétition(s) continentale(s) | Compétition(s) continentale(s) | Total | Total |
| Saison                | Club                  | Division               | M.          | B.          | M.                    | B.                    | Comp.                          | M.                             | B.                             | M.    | B.    |
| 2014                  | Sporting Cristal      | Torneo Descentralizado | 2           | 0           | 5                     | 0                     | -                              | -                              | -                              | 7     | 0     |
| 2015                  | Cienciano (prêt)      | Torneo Descentralizado | 15          | 3           | -                     | -                     | -                              | -                              | -                              | 15    | 3     |
| 2015                  | Sporting Cristal      | Torneo Descentralizado | 3           | 0           | -                     | -                     | -                              | -                              | -                              | 3     | 0     |
| 2016                  | Sporting Cristal      | Torneo Descentralizado | 21          | 2           | -                     | -                     | CL                             | 2                              | 0                              | 23    | 2     |
| 2016                  | U. San Martín (prêt)  | Torneo Descentralizado | 14          | 6           | -                     | -                     | -                              | -                              | -                              | 14    | 6     |
| 2017                  | U. San Martín (prêt)  | Torneo Descentralizado | 33          | 15          | -                     | -                     | -                              | -                              | -                              | 33    | 15    |
| 2018                  | FC Sion (prêt)        | Super League           | 6           | 1           | -                     | -                     | -                              | -                              | -                              | 6     | 1     |
| 2019                  | CD Huachipato (prêt)  | Primera División       | 13          | 1           | 1                     | 0                     | -                              | -                              | -                              | 14    | 1     |
| 2020                  | Universitario         | Liga 1                 | 21          | 3           | -                     | -                     | CL                             | 4                              | 0                              | 25    | 3     |
| 2021                  | Universitario         | Liga 1                 | 12          | 2           | -                     | -                     | -                              | -                              | -                              | 12    | 2     |
| 2022                  | Universitario         | Liga 1                 | 26          | 5           | -                     | -                     | CL                             | 2                              | 0                              | 28    | 5     |
| 2023                  | Universitario         | Liga 1                 | 11          | 0           | -                     | -                     | CS                             | 7                              | 1                              | 18    | 1     |
| Total sur la carrière | Total sur la carrière | Total sur la carrière  | 177         | 38          | 6                     | 0                     | -                              | 15                             | 1                              | 198   | 39    |

## Palmarès

### En club
| Sporting Cristal - Championnat du Pérou (2) : - Champion : 2014 et 2016. - Vice-champion : 2015. |  | Universitario de Deportes - Championnat du Pérou (1) : - Champion : 2023. - Vice-champion : 2020. |